# 코리아 슈퍼럭비리그
코리아 슈퍼럭비리그(Korea Super Rugby League)는 대한민국의 럭비 유니언 리그이다. 대한럭비협회가 운영한다.

## 역사
2007년 맥쿼리컵 코리안리그라는 이름으로 시작하였다. 2015년부터 코리안 럭비 리그라는 이름을 사용하다 2022년부터 현재의 명칭인 코리아 슈퍼럭비리그로 개칭하였다.

## 참가 팀
- 한국전력 럭비단
- 포스코이앤씨 럭비단
- 현대글로비스 럭비단
- OK저축은행 읏맨 럭비단